# ラプレ・タメアン
ラプレ・タメアン（Lapule Tamean、1962年9月17日）はパプアニューギニアの男子陸上競技選手。専門は短距離走。
1983年にアピアで開催されたサウスパシフィックゲームズに出場し、200mで金メダル、400mで銀メダルを獲得した。翌年の1984年のロサンゼルスオリンピックに出場しており、200mと400mの競技に参加している。